# Liste der Bodendenkmale im Landkreis Gifhorn

Landkreis Gifhorn in Niedersachsen

In der Liste der Bodendenkmale im Landkreis Gifhorn sind die Bodendenkmale im Landkreis Gifhorn aufgelistet. Die Quelle ist der Denkmalatlas Niedersachsen. Die Angaben in den einzelnen Listen ersetzen nicht die rechtsverbindliche Auskunft der zuständigen Denkmalschutzbehörde.

## Übersicht
| Bild | Gemeinde                       | Bodendenkmalliste                     | Wappen | Lage | Ortsteile |
| ---- | ------------------------------ | ------------------------------------- | ------ | ---- | --- |
|      | Samtgemeinde Boldecker Land    | siehe Ortsteile                       |        |      | - Barwedel - Bokensdorf - Jembke - Osloß - Tappenbeck - Weyhausen |
|      | Samtgemeinde Brome             | siehe Ortsteile                       |        |      | - Brome - Bergfeld - Ehra-Lessien - Parsau - Rühen - Tiddische - Tülau |
|      | Giebel (gemeindefreies Gebiet) | Es sind keine Bodendenkmale erfasst.  |        |      | |
|      | Gifhorn                        | Liste der Bodendenkmale in Gifhorn    |        |      | - Gamsen - Gifhorn - Kästorf - Neubokel - Wilsche - Winkel |
|      | Samtgemeinde Hankensbüttel     | siehe Ortsteile                       |        |      | - Hankensbüttel - Obernholz - Sprakensehl - Steinhorst - Dedelstorf |
|      | Samtgemeinde Isenbüttel        | siehe Ortsteile                       |        |      | - Calberlah - Isenbüttel - Ribbesbüttel - Wasbüttel |
|      | Samtgemeinde Meinersen         | siehe Ortsteile                       |        |      | - Leiferde - Meinersen - Müden - Hillerse |
|      | Samtgemeinde Papenteich        | siehe Ortsteile                       |        |      | - Meine - Rötgesbüttel - Schwülper - Vordorf - Adenbüttel - Didderse |
|      | Sassenburg                     | Liste der Bodendenkmale in Sassenburg |        |      | - Dannenbüttel - Grußendorf - Neudorf-Platendorf - Stüde - Triangel - Westerbeck |
|      | Samtgemeinde Wesendorf         | siehe Ortsteile                       |        |      | - Groß Oesingen - Schönewörde - Ummern - Wagenhoff - Wahrenholz - Wesendorf |
|      | Wittingen                      | Liste der Bodendenkmale in Wittingen  |        |      | - Hagen - Knesebeck - Lüben - Ohrdorf - Rade - Schneflingen - Stöcken - Suderwittingen - Wittingen - Boitzenhagen - Darrigsdorf - Erpensen - Gannerwinkel - Glüsingen - Kakerbeck - Küstorf - Mahnburg - Plastau - Radenbeck - Teschendorf - Transvaal - Vorhop - Wollerstorf - Wunderbüttel - Zasenbeck |

Ortsteile in schwarzer Schrift weisen keine Bodendenkmale aus.